# Nova Augusta
Nova Augusta fue una antigua civitas romana situada en la localidad burgalesa de Lara de los Infantes, habitada desde finales del siglo I a. C. hasta la invasión musulmana de la península ibérica.

## Historia
Situado en territorio de los pelendones, ya que en un cerro próximo se localiza un importante castro, ocupado durante la Edad del Hierro, fue fundado, como indica su nombre, por el emperador Augusto al final de las guerras astur-cántabras como civitas stipendiariae de la provincia Tarraconensis, por el procedimiento de hacer descender la población al llano. 
Fue promocionado al estuto de municipio en época Flavia a partir de la concesión del ius latii de Vespasiano mediante el Edicto de Latinidad de 74, posiblemente bajo Domiciano, situado en Lara de los Infantes (Burgos), mencionado por Ptolomeo. Sus ciudadanos fueron adscritos a la tribu Quirina.
En la localidad de Lara de los Infantes, se aprecian restos de numerosas estructuras de habitación. Los hallazgos son numerosos, y consisten en inscripciones, monedas y cerámicas romanas, conservándose una fuente de origen romano.

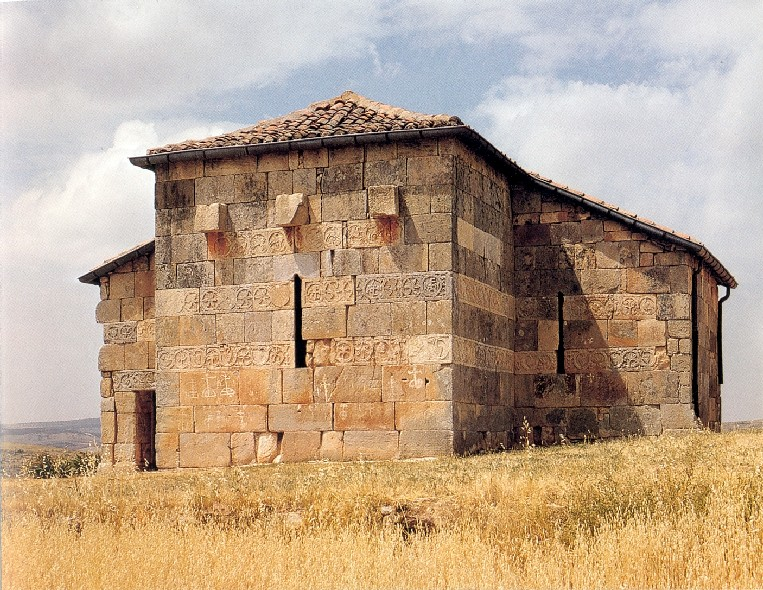
Iglesia visigoda de Quintanilla de las Viñas, edificada dentro del territorium de Nova Augusta.

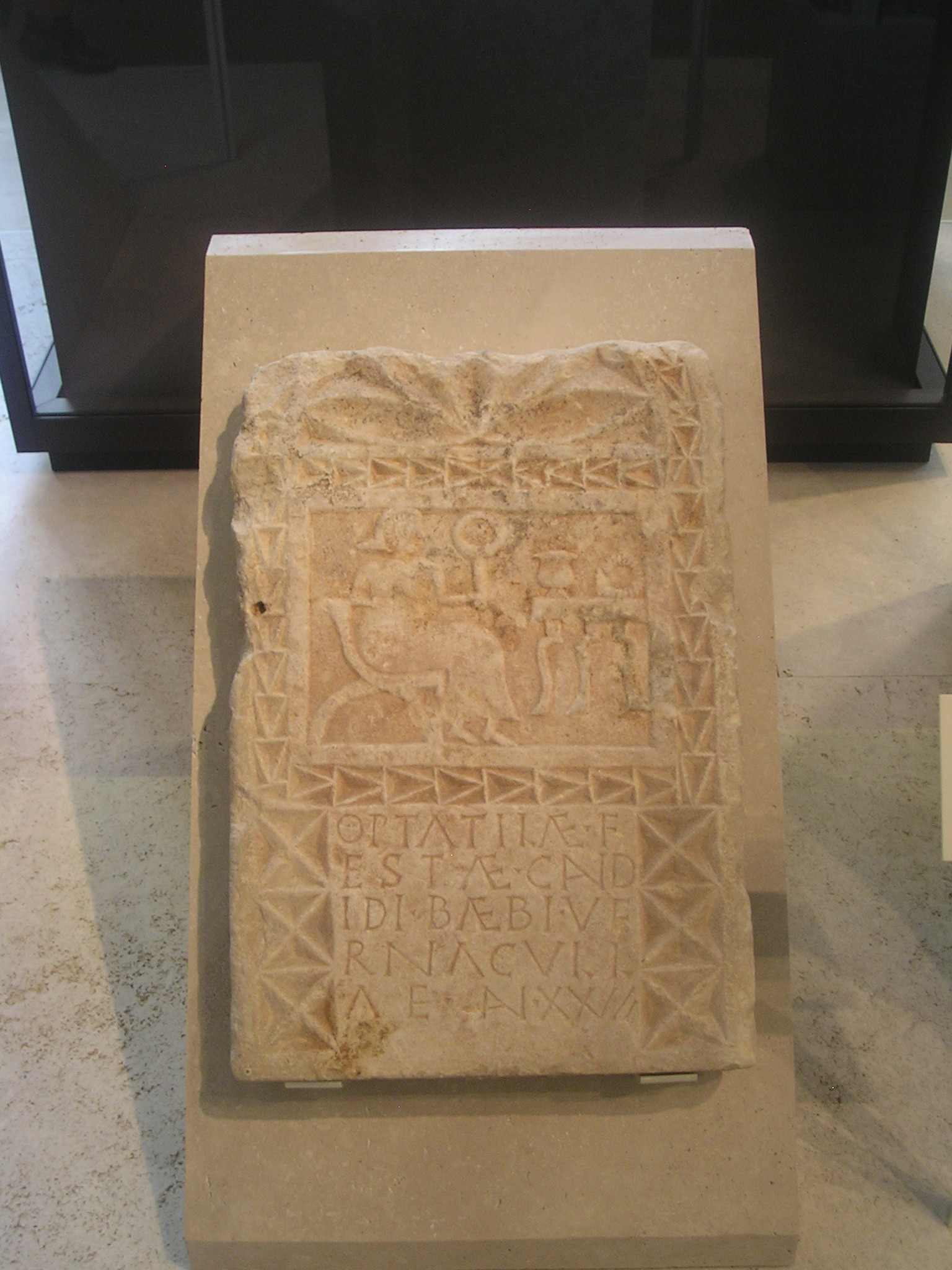
Inscripción funeraria romana procedente de Lara de los Infantes (Burgos, España) dedicada a Optatila Festa, esclava de Candido Baebio

El conjunto de epígrafes encontrado en la localidad es bastante importante, estando formado por inscripciones votivas y, sobre todo, estelas funerarias. a través de ellas se aprecia la implantación de la romanización en esta zona de la provincia Tarraconensis, con la implantación del culto romano a Júpiter, como Iuppiter Optimus Maximus, y la evolución de su sociedad, con numerosas personas con tria y dua nomina, la aparición de magistrados municipales y de personajes que alcanzaron el rango ecuestre.
Bajo los visigodos, la población continuo existiendo, de manera que la Iglesia de Quintanilla de las Viñas pertenecía a esta población. 
Con la invasión árabe, la zona fue abandonada, integrándose durante la Alta Edad Media en el Alfoz de Lara, dentro del primitivo Condado de Castilla.